# Валтер Миделберг
 Валтер Миделберг (хол. Walter Middelberg; Зволе, 30. јануар 1875 — Зволе, 15. септембар 1944) био је холандски веслач, учесник Летњих олимпијских игара 1900. Био је члан холандског веслачког клуба Njord из Лајдена, а на Олимпијским играма 1900. је наступао за екипу Минерва Амстердам.
Валтер Миделберг је био студент хемије.
На Олимпијским играма 1900. такмичио се у трци осмераца. Посаду осмерца су чинили:Франсоа Брант, Јоханес ван Дајк, Рулоф Клајн, Рурд Легстра, Валтер Миделберг, Хендрик Оферхаус, Валтер Тајсен, Хенрикус Тромп и Хермнаус Брокман (кормилар). У финалној трци резултатом 6:23,0 мин. освојили су треће место.